# Buffonellaria divergens
Buffonellaria divergens is een mosdiertjessoort uit de familie van de Celleporidae. De wetenschappelijke naam van de soort is, als Hippothoa divergens, voor het eerst geldig gepubliceerd in 1873 door Smitt.